# Rabenfels (Schiff, 1977)
Das ConRo-Schiff Rabenfels wurde als Typschiff der Rabenfels-Klasse, einer Serie von vier Schiffen, am 17. Januar 1977 bei der japanischen Werft Sasebo Heavy Industries Ltd., in Sasebo auf Kiel gelegt, am 31. März 1977 aufgeschwommen und im Juli 1977 an die DDG Hansa in Bremen abgeliefert.

## Geschichte
Die DDG-Hansa-ConRo-Schiffe der Rabenfels-Klasse waren für den Einsatz zwischen europäischen Häfen und Häfen am Persischen Golf vorgesehen. Zwei der Schiffe wurden bei Sasebo in Japan gebaut, zwei bei der Howaldtswerke-Deutsche Werft AG in Kiel.
Die Rabenfels sollte zunächst den Namen Rappenfels erhalten, da die DDG Hansa zum Zeitpunkt des Baus mit dem letzten Schiff der Lichtenfels-Klasse noch eine weitere Rabenfels in Fahrt hatte.
Am 2. Juni 1980 befand sich die Rabenfels auf der Reise durchs Mittelmeer, als ein Leck an einer Brennstoffleitung einen Maschinenraumbrand auslöste. Ein Besatzungsmitglied kam dabei ums Leben, weitere wurden verletzt. Zwei Monate später, am 18. August 1980 befand sich das Schiff noch in der Reparatur, als die Deutsche Dampfschifffahrts-Gesellschaft „Hansa“ Konkurs anmeldete.
Nach der Beendigung der Maschinenreparatur am 1. September lag die Rabenfels bis zum Verkauf an die Kapitalanlage- und Vermögensverwaltungsgesellschaft m.b.H., Bremen am 10. Oktober 1980 auf und wurde dann für die DDG Hansa in Liquidation in Fahrt gesetzt. Kurz darauf legte man das Schiff in Baltimore auf, wobei es durch die Reederei Christian F. Ahrenkiel aus Hamburg betreut wurde. Schon im Januar 1981 veräußerte man die Rabenfels an Lykes Lines aus New Orleans, die das Schiff bis 1988 als Cygnus weiterbetrieben.
Lykes gab die Cygnus im Oktober 1988 an Cygnus Management Incorporated auf den Bahamas weiter, die es in ASL Cygnus umbenannten und durch Fednav Offshore Incorporated im kanadischen St. John’s bereedern ließen. Ab 1989 lief das Schiff dann unter dem Charternamen Thekwini.
Im Jahr 1993 erwarb das Verkehrsministerium der Vereinigten Staaten das Schiff und ordnete es der United States Maritime Administration (MARAD) in Norfolk zu. Diese betreibt das Schiff bis heute als Cape Taylor (T-AKR 113). Zurzeit gehört das Schiff zur National Defense Reserve Fleet (NDRF) und kann innerhalb einer Frist von fünf Tagen einsatzbereit sein.

## Laderaumanordnung
Die Rabenfels hat drei durchgehende Decks mit einer Gesamtfahrspurlänge von gut 2.200 Metern. Auf diesen Fahrspuren finden insgesamt 180 40-Fuß-Trailer Platz. Auf dem Außendeck können zusätzlich 422 TEU oder weitere 72 Trailer transportiert werden. Das wichtigste Teil der bordeigenen Umschlaganlage ist eine 35 Meter lange und sieben Meter breite, um 33 Grad horizontal schwenkbare, aus drei Sektionen bestehende Navire-Heckrampe. Diese besitzt, anders als die in Deutschland gebauten Schwesterschiffe mit MacGregor-Rampe einen Mast mit einer beweglichen Saling. Die Rampe ist für eine maximale Belastung von 160 Tonnen ausgelegt und dient zum Be- und Entladen bei Kaihöhen bis 2,10 Meter unter und vier Meter über dem Niveau der Fahrspuren der Schiffsdecks. Zusätzlich verfügt das Schiff über zwei Seitenpforten und einen fahrbaren Gantry-Kran an Deck.

## Technik
Die Rabenfels besitzt als Hauptantrieb zwei Neunzylinder-MAN-Dieselmotoren vom Typ 9L 52/55A mit einer Drehzahl von je 450 Umdrehungen in der Minute, die über ein Getriebe auf einen vierflügeligen Verstellpropeller wirkte. Der Propeller dreht mit 128 Umdrehungen in der Minute.

## Schwesterschiffe
Die Schwesterschiffe sind die Rauenfels, Reichenfels und Rheinfels.